# Município de Richfield (condado de Henry, Ohio)
O município de Richfield (em inglês: Richfield Township) é um município localizado no condado de Henry no estado estadounidense de Ohio. No ano de 2010 tinha uma população de 682 habitantes e uma densidade populacional de 7,22 pessoas por km².

## Geografia
O município de Richfield encontra-se localizado nas coordenadas 41° 17′ 54″ N, 83° 56′ 27″ O. Segundo a Departamento do Censo dos Estados Unidos, o município tem uma superfície total de 94.5 km², da qual 94,5 km² correspondem a terra firme e (0 %) 0 km² é água.

## Demografia
Segundo o censo de 2010, tinha 682 pessoas residindo no município de Richfield. A densidade populacional era de 7,22 hab./km². Dos 682 habitantes, o município de Richfield estava composto pelo 98,68 % brancos, o 0,15 % eram afroamericanos, o 0,29 % eram asiáticos, o 0,73 % eram de outras raças e o 0,15 % eram de uma mistura de raças. Do total da população o 3,23 % eram hispanos ou latinos de qualquer raça.